# Gabriel Sortais
Dom Gabriel Sortais, OCSO byl v letech 1951–1963 generálním opatem Řádu cisterciáků přísné observance, a 68. titulárním opatem v Citeaux.

## Život
Narodil se 22. září 1902 v Meudon-Bellevue nedaleko Paříže. Jeho otec byl architekt. Původně studoval, po vzoru svého otce, architekturu, ale po absolvování vojenské služby se rozhodl pro mnišský život. Vstoupil jako laický bratr do trapistického opatství Bellefontaine. Jeho představení však rozhodli, aby byl přeřazen mezi tzv. chórové mnichy, a mohl tedy být v budoucnu vysvěcen na kněze. K jeho kněžskému svěcení došlo 29. června 1931.
V roce 1936 byl v Bellefontaine zvolen opatem. Aby jeho volba byla akceptována Římem, musel k tomu obdržet papežský dispens, neboť je značně neobvyklé, aby se opatem stal takto mladý člověk (v době volby bylo Sortaisovi 34 let). Z titulu své funkce vykonával dozor nad některými kláštery. V nich také zaváděl určité reformy. Musel rovněž řešit situaci, kdy bylo 20 z 50 mnichů jeho komunity povoláno za 2. světové války do armády. V roce 1940 se opat sám přihlásil jako vojenský kaplan. Před kapitulací Francie byl však zraněn a nějaký čas byl nacisty vězněn. V roce 1941 se mohl vrátit do svého kláštera.
V listopadu 1951 byl Sortais zvolen generálním opatem trapistů. Z titulu této funkce se účastnil jednání na 2. vatikánském koncilu. V Římě zemřel v průběhu koncilu, 13. listopadu 1963.

## Odraz v literatuře
O Gabrielu Sortaisovi se na několika místech své deníkové knihy Jonášovo znamení zmiňuje americký trapistický mnich Thomas Merton.
| „                                 | Včera jsem musel jet do Louisville. Bylo to po sedmi letech poprvé, co jsem se dostal z kláštera. Musel jsem tam jet, abych tlumočil Domu Gabrielu Sortaisovi, řádovému generálnímu vikáři, který přijel vykonat vizitaci. Zavolali si ho do kláštera Dobrého pastýře, protože tam byla jejich generální představená a chtěla po něm, aby promluvil ke komunitě. | “ |
| — Thomas Merton, Jonášovo znamení | |   |

| „                                 | Dom Gabriel mi řekl, abych se nenechal svést žádným magazínem a nestal se jejich "collaborateur". Znamená to, aby se moje jméno nedostalo do titulků jako jméno dopisovatele. Všechny noviny jsou komerční a kazí člověka. Radil mi, abych nepsal knižní kritiky. | “ |
| — Thomas Merton, Jonášovo znamení | |   |